# Bruno Monsaingeon
Bruno Monsaingeon (né le 5 décembre 1943 à Paris), violoniste devenu cinéaste et essayiste, est surtout connu comme réalisateur et producteur de documentaires consacrés à de grands interprètes ou compositeurs de musique classique.
Il est ensuite l'un des deux cofondateurs du site piano & co destiné à la publication de transcriptions pour piano et flûte, piano et alto, et 2 pianos.
Il a été le compilateur et le traducteur en français de tous les écrits de Glenn Gould.

### Série desÉcritsdeGlenn Gould
- Le dernier Puritain : Écrits I, 1983, 285 p.  (ISBN 978-2-2130-1352-7) ;
- Contrepoint à la ligne : Écrits II, 1985, 491 p.  (ISBN 978-2-2130-1657-3) ;
- Non, je ne suis pas du tout un excentrique, 1986, 235 p.  (ISBN 978-2-2130-1815-7)

— une série de trois livres contenant tous les écrits du grand pianiste canadien, compositeur et écrivain, Glenn Gould ; Paris, éditions Fayard
- Glenn Gould. Journal d’une crise, suivi de Correspondance de concert, Paris, éditions Fayard, 2002
- Glenn Gould. Chemins de traverse, Paris, éditions Fayard, 2012, 300 p.  (ISBN 978-2-2136-7105-5)